# 시로토리정 (기후현)
시로토리정(일본어: 白鳥町)은 일본 기후현 구조군에 설치되었던 정이다. 2004년에 구조군의 7정촌에서 합병해 구조시 가 되었다. 고리카미 지역(호쿠노)에서는 하치만 정에 이은 제2의 마을로 후쿠이 현으로의 관문 역할을 하고 있는 지역이다.

## 지리
기후 현 중부, 미노 지방의 북부에 해당하며 히다 고지의 일부이다.
마을의 북부는, 구즈류 강 수계에 속하는 이시테쓰하쿠 강을 따르는 지구로, 원래는 후쿠이 현에 속한 오노 군 이시테쓰하쿠 촌이, 에치 현 합병으로 1958년에 시라토리 정의 일부가 된 것이다

## 역사
- 1897년 4월 1일 - 5개의 촌이 합병해 가미호촌이 되었다.
- 1928년 11월 10일 - 가미호촌이 정으로 승격 개칭해 시로토리정이 되었다.
- 1955년 - 
  - 4월 1일 - 시라토리 정, 우시미치 촌, 기타노 촌 및 다카스촌에 의한 시라토리 정촌 합병 촉진 심의회가 설립.
  - 6월 10일 - 다카스촌이 지리적 조건 등을 이유로 합병 촉진 심의회에서 이탈.
- 1956년 4월 1일 - 시로토리정 및 호쿠노촌이 합병해 시로토리정 (2대)가 성립하였다.
- 2004년 3월 1일 - 하치만 정·야마토 정·다카스 촌·미나미 촌·메이호 촌·와라 촌과 합병해 구조시가 성립하였다. 동일 시로토리정은 폐지되었다.

## 교통

### 철도
- 나가라가와 철도 에쓰미난 선

### 도로
- 도카이호쿠리쿠 자동차도
- 국도 제156호선
- 국도 제158호선

## 참고 문헌
- 角川日本地名大辞典編纂委員会,『角川日本地名大辞典 21 岐阜県』1980, 角川書店